# Olympische Sommerspiele 1968/Kanu – Einer-Canadier 1000 m (Männer)
Die Wettkämpfe im Einer-Canadier über 1000 Meter bei den Olympischen Sommerspielen 1968 wurde vom 22. bis 25. Oktober auf der Pista Olímpica Virgilio Uribe ausgetragen.
Aus zwei Vorläufen erreichten sechs Boote das Finale. Über den Hoffnungslauf wurde das Finale um drei weitere Boote ergänzt. Dort gewann der Ungar Tibor Tatai.

## Ergebnisse

### Vorläufe
Die jeweils ersten drei Boote qualifizierten sich für die Halbfinals, die restlichen Boote für den Hoffnungslauf.

#### Lauf 1
| Rang | Athleten         | Nation      | Zeit       |
| ---- | ---------------- | ----------- | ---------- |
| 1    | Ivan Patzaichin  | Rumänien    | 4:28,3 min |
| 2    | Ove Emanuelsson  | Schweden    | 4:32,4 min |
| 3    | Christopher Hook | Kanada      | 4:34,9 min |
| 4    | Witali Galkow    | Sowjetunion | 4:35,4 min |
| 5    | Boris Ljubenow   | Bulgarien   | 4:36,2 min |
| 6    | Felipe Ojeda     | Mexiko      | 4:47,3 min |

#### Lauf 2
| Rang | Athleten            | Nation             | Zeit        |
| ---- | ------------------- | ------------------ | ----------- |
| 1    | Detlef Lewe         | BR Deutschland     | 4:24,5 min  |
| 2    | Tibor Tatai         | Ungarn             | 4:25,5 min  |
| 3    | Jiří Čtvrtečka      | Tschechoslowakei   | 4:28,3 min  |
| 4    | Andreas Weigand     | Vereinigte Staaten | 5:05,11 min |
| 5    | Tetsumasa Yamaguchi | Japan              | 5:18,33 min |
| —    | Jürgen Harpke       | GDR                | DNS         |

### Hoffnungslauf
Die ersten drei Boote des Hoffnungslaufs erreichten das Finale.
| Rang | Athleten            | Nation             | Zeit        |
| ---- | ------------------- | ------------------ | ----------- |
| 1    | Witali Galkow       | Sowjetunion        | 4:34,17 min |
| 2    | Boris Ljubenow      | Bulgarien          | 4:35,82 min |
| 3    | Andreas Weigand     | Vereinigte Staaten | 4:37,11 min |
| 4    | Felipe Ojeda        | Mexiko             | 4:43,20 min |
| 5    | Tetsumasa Yamaguchi | Japan              | 4:54,61 min |

### Finale
| Rang | Athleten         | Nation             | Zeit        |
| ---- | ---------------- | ------------------ | ----------- |
| 1    | Tibor Tatai      | Ungarn             | 4:36,14 min |
| 2    | Detlef Lewe      | BR Deutschland     | 4:38,31 min |
| 3    | Witali Galkow    | Sowjetunion        | 4:40,42 min |
| 4    | Jiří Čtvrtečka   | Tschechoslowakei   | 4:40,74 min |
| 5    | Boris Ljubenow   | Bulgarien          | 4:43,43 min |
| 6    | Ove Emanuelsson  | Schweden           | 4:45,80 min |
| 7    | Ivan Patzaichin  | Rumänien           | 4:49,32 min |
| 8    | Andreas Weigand  | Vereinigte Staaten | 4:50,42 min |
| 9    | Christopher Hook | Kanada             | 4:55,88 min |

## Weblink
- Ergebnisse